# Мауринг (Сполето)
Мауринг (Mauring, на латински: Moringus; † август/септември 824) от фамилията Супониди, е херцог на Сполето от август 824 г.

## Биография
Мауринг е син на Супо I Сполетски († 5 март 824). След като баща му е назначен през 822 г. от Лудвиг Благочестиви за херцог на Сполето, той става граф на Бреша (Brixiae comes). През 823 г. е императорски посланик (на латински: missus dominicus) в Италия заедно с пфалцграф Аделард.
През август 824 г. Мауринг наследява Аделард като херцог на Сопето, но скоро умира (според Аналите на Айнхард и Annales regni Francorum). Наследен е от брат си Аделчис I.